# 中牟站
中牟站，位于中华人民共和国河南省郑州市中牟县东风路街道，是陇海线上的火车站，由中国铁路郑州局集团管辖。中牟站最早建于1907年，后因陇海线改道，车站两次易址，目前的车站于1959年启用。

## 歷史

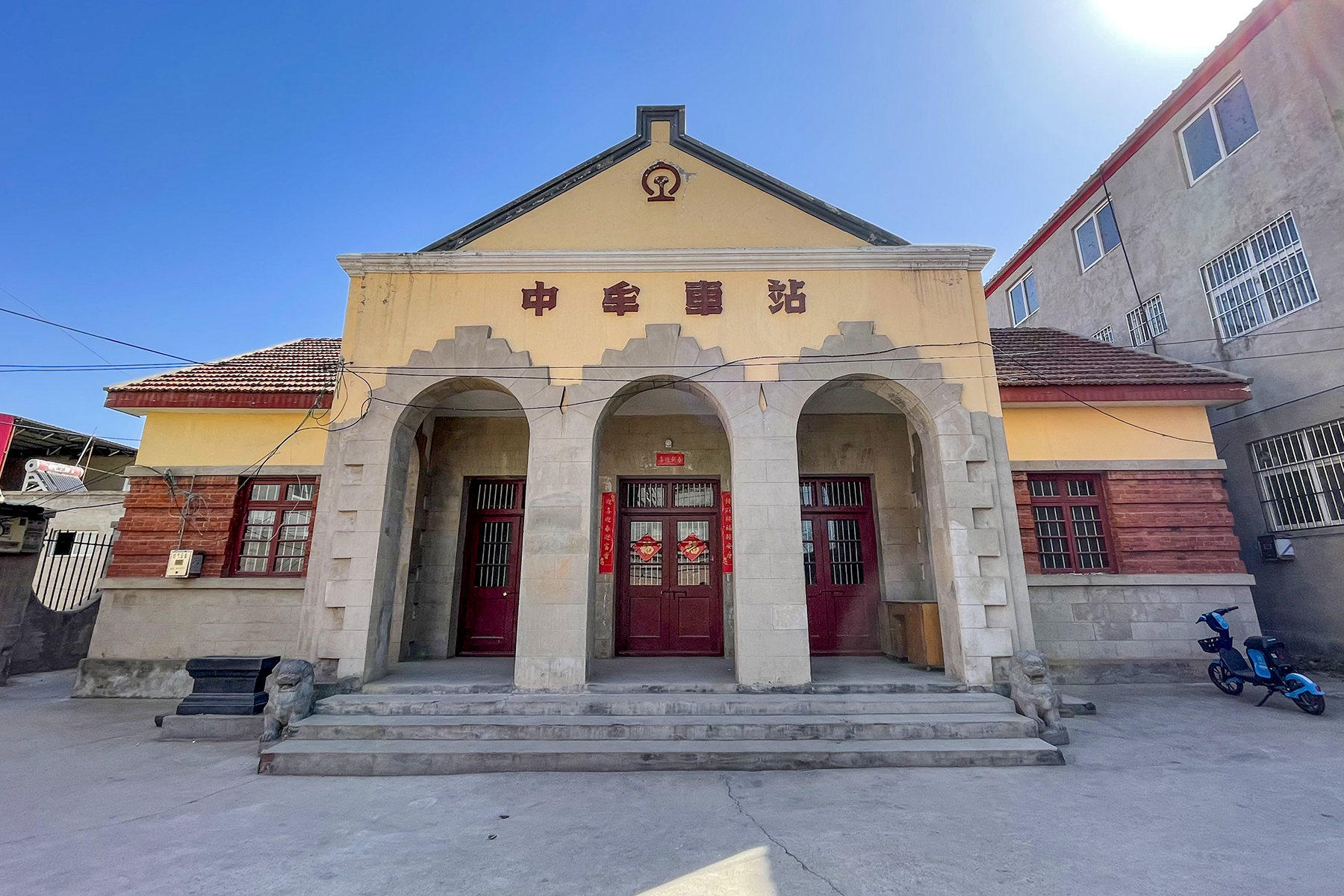
1944-1959年间的中牟站

中牟站最初站址位于中牟县城北关明山庙村，始建于1906年，并于1907年开始运营，当时为二级车站，站内铺有三条行车道。1938年，花园口决堤事件致使中牟境内的陇海铁路被冲毁。1944年，日军重修郑州至开封段的铁路，并在中牟县城东南1.5公里处重建中牟车站。1959年，车站西迁1.5公里至目前位置，原车站随后废弃，但站房保存至今，现为郑州市文物保护单位。1979年，因陇海线郑州至商丘段修建复线，中牟站进行扩建，并升级为三等站。

## 外部連結
- 中国铁路客户服务中心（页面存档备份，存于）